# Знакомство с родителями
«Знакомство с родителями» (англ. Meet the Parents) — американский комедийный фильм 2000 года, снятый режиссёром Джеем Роучем по сценарию Джима Херцфелда и Джона Гамбурга. В картине рассказывается о ряде неудачных событий, постигших добродушного, но незадачливого медбрата во время визита к родителям его девушки.
Картина является ремейком одноимённого фильма 1992 года режиссёра Грега Глиенны и продюсера Джима Винсента. Universal Pictures приобрела права на ленту Глиенны с целью создания новой экранизации. Джим Херцфелд дополнил первоначальный сценарий, после ознакомления с которым Джей Роуч изъявил желание стать режиссёром, однако Universal отказала ему в этом. Стивен Спилберг также был заинтересован в работе над фильмом, а Джим Керри хотел сыграть главную роль. Universal Pictures предложила ленту Роучу только после того, как Спилберг и Керри покинули проект.
Премьера фильма состоялась 6 октября 2000 года. Всего за 11 дней он окупил свой первоначальный бюджет в 55 млн долларов, впоследствии став одним из самых кассовых фильмов 2000 года, заработав более 165 млн долларов в Северной Америке и более 330 млн долларов по всему миру. Фильм был хорошо принят как кинокритиками, так и зрителями. Бен Стиллер был удостоен двух наград за свою актёрскую игру, а в 2001 году на церемонии People’s Choice Awards лента была названа «Любимым комедийным фильмом». Успех картины способствовал появлению двух сиквелов — «Знакомство с Факерами» и «Знакомство с Факерами 2», выпущенных в 2004 и 2010 годах соответственно. Кроме того, фильм послужил основой для телевизионного комедийного реалити-шоу Meet My Folks и ситкома In-Laws, вышедших на канале NBC в 2002 году.

## Сюжет
Грег Факер (Бен Стиллер) работает медбратом в Чикагском медицинском центре и искренне любит свою профессию, получая настоящее удовлетворение от ухода за пациентами. Он собирается сделать предложение своей девушке Пэм Бёрнс (Тери Поло), с которой встречается уже десять месяцев. Оба приглашены на свадьбу Дебби (Николь ДеХафф), сестры Пэм, где Грег планирует познакомиться с родителями возлюбленной, заручиться их одобрением и официально сделать предложение в доме Бёрнсов на Лонг-Айленде. Однако его планы рушатся: авиакомпания теряет чемодан, в котором находилось помолвочное кольцо.
В доме Бёрнсов Грег знакомится с отцом Пэм — Джеком (Роберт Де Ниро), её матерью Диной (Блайт Даннер) и их любимым котом Обломом. Несмотря на дружелюбное отношение со стороны Грега, Джек с самого начала относится к нему с подозрением, критикуя его выбор профессии и многое другое, что, по его мнению, не соответствует традициям семьи Бёрнсов. Грег старается произвести хорошее впечатление на Джека, но все его попытки заканчиваются неудачно. Он чувствует себя ещё более неловко после неожиданной проверки на детекторе лжи, организованной Джеком, а позже узнаёт от Пэм, что её отец — бывший оперативник ЦРУ с 35-летним стажем, специалист по допросам двойных агентов, два года проведший во вьетконговском плену.
Познакомившись с другими членами семьи и друзьями Пэм, Грег продолжает ощущать себя чужим. Несмотря на усилия понравиться Бёрнсам, его неосторожные действия делают его объектом насмешек. Так, во время игры в водный волейбол он случайно разбивает Дебби нос и оставляет синяк под её глазом, а позже, пытаясь воспользоваться неисправным туалетом, заливает задний двор Бёрнсов нечистотами и поджигает свадебный алтарь. Кроме того, из-за недоразумения Джек приходит к выводу, что Факер употребляет марихуану: брат Пэм, Дэнни (Джон Абрахамс), случайно подставляет его.
Позже Грег теряет Облома и заменяет его бездомным котом, окрасив ему хвост, чтобы тот был похож на Облома. Однако новый кот наводит в доме беспорядок и портит свадебное платье Дебби. В результате все Бёрнсы, включая Пэм, приходят к выводу, что Грегу лучше покинуть Лонг-Айленд и вернуться домой. В отчаянии, пытаясь оправдаться, Факер рассказывает семье о негласной «разведывательной» деятельности Джека, связанной с таинственными телефонными переговорами на иностранном языке, секретными встречами, обменом паспортами, документами и деньгами. Однако загадочная операция оказывается подготовкой тура в Таиланд — отцовским подарком молодожёнам на медовый месяц. Грег понимает, что этим только ещё больше усугубил своё положение. Джек обвиняет Грега во лжи о сдаче вступительного экзамена в медицинский колледж, так как его знакомые из ЦРУ не смогли найти никаких данных о Грегоре Факере. В этот момент авиакомпания наконец доставляет потерянный багаж, и обнаруживается полное имя Грега, указанное в водительских правах, — Гейлорд М. Факер.
В расстроенных чувствах Грег отправляется в аэропорт. В самолёте, находясь в нервном состоянии, он устраивает скандал, когда у него вновь пытаются забрать в багажное отделение его многострадальный чемодан. После этого служба безопасности снимает его с рейса. В это же время Джек узнаёт от расстроенной Пэм, что не смог найти никаких записей о Греге в базе ЦРУ, потому что его настоящее имя — Гейлорд. Пэм показывает отцу копии выписок Грега, которые его родители прислали ей по факсу, подтверждающие, что он сдал вступительный экзамен в медицинский колледж. Тем не менее Джек по-прежнему считает Грега неподходящим мужем для Пэм из-за совершённых им ошибок и обмана, но Дина упрекает его в том, что он всегда придирается к любому мужчине, которого Пэм приводит домой (и напоминает, что ему даже не нравился её предыдущий жених, Кевин (Оуэн Уилсон), до их расставания). Джек осознаёт, что Пэм действительно любит Грега. Он спешит в аэропорт, убеждает охрану отпустить Факера и привозит его обратно в дом Бёрнсов. Там Джек устраивает Грегу проверку на детекторе лжи, чтобы тот рассказал правду о прошедших выходных и своих чувствах к Пэм, а затем предлагает ему стать его зятем.
Пока Грег делает предложение Пэм, Джек и Дина увлечённо подслушивают их разговор через вентиляционное отверстие и приходят к выводу, что очень скоро им предстоит знакомство с семьёй Грега. По крайней мере, рассуждают Бёрнсы, его родители должны обладать чувством юмора — иначе стали бы они называть сына Гей Факер?

## В ролях
| Актёр          | Роль                          |
| -------------- | ----------------------------- |
| Роберт Де Ниро | Джек Бёрнс                    |
| Бен Стиллер    | Гейлорд «Грег» Факер          |
| Тери Поло      | Пэм Бёрнс невеста Грега       |
| Блайт Даннер   | Дина Бёрнс жена Джека         |
| Николь ДеХафф  | Дебора Бёрнс сестра Пэм       |
| Джон Абрахамс  | Дэнни Бёрнс брат Пэм          |
| Том Маккарти   | Боб Бэнкс жених Деборы        |
| Джеймс Ребхорн | Ларри Бэнкс отец Боба         |
| Филлис Джордж  | Линда Бэнкс мать Боба         |
| Оуэн Уилсон    | Кевин Роули бывший парень Пэм |
| Кэли Роша      | стюардесса                    |

## Тематика
«Я старался сделать нечто похожее на фарс в духе 40-х годов, создать реалистичных персонажей и в то же время немного усилить комедийные ситуации и затруднительные положения, чтобы они оставались смешными и в них всё ещё присутствовал грубоватый юмор. При этом вы были бы связаны с героями и смогли бы полностью ощутить тревогу Бена Стиллера по поводу не только встречи с героем Роберта Де Ниро и всеми остальными, но и с теми персонажами из его прошлого, которые сопровождают его».
Грег Факер  — еврей из среднего класса, работающий медбратом, чьё социальное и культурное положение противопоставляется семейству Бёрнсов — белых англосаксонских протестантов из высшего слоя общества. В отношениях Грега с семьёй Бёрнсов возникает и впоследствии увеличивается явный культурный разрыв. Эти культурные различия неоднократно подчёркиваются, и Грег постоянно их замечает. Это помогает достичь комедийного эффекта благодаря развитию персонажа и является показательным примером тематического изображения еврейских героев в современном кино, а также образцом того, как мужчины-медбратья изображаются в СМИ. Говоря о развитии персонажей в ленте, режиссёр Джей Роуч заявил, что он хотел получить возможность «сделать комедию с характером» и «создать реалистичных персонажей, при этом усилив комедийные ситуации и затруднительные положения».
Винсент Брук отмечает тенденцию голливудского кино с 1990-х годов к использованию еврейской лиминальности и «популяризации евреев». Он описывает «мужественный еврейский триумф» таких персонажей, как, например, Дэвид Левинсон в исполнении Джеффа Голдблюма в фильме «День независимости», и называет его «определённым ответом на американскую тоску по новому еврейскому герою». Это напрямую противопоставляется образу шлемиля или «еврейского дурака», который, как считается, возродился в середине 1990-х годов после спада популярности к нему в 1960-х годах. Шлемиль, как объясняет Брук — это антигерой, унижение которого доставляет зрителям высшее удовольствие. В этом контексте Брук описывает персонажа Грега Факера как «квинтэссенцию постмодернистского шлемиля». Повторяющиеся неловкие ситуации, с которыми сталкивается Грег в кругу семьи своей девушки, можно сравнить с таковыми в серии фильмов «Американский пирог», где персонаж Джейсона Биггса Джим Левенштейн часто становится центральной комической фигурой из-за своих постоянных сексуальных конфузов.

По настоянию хозяина дома, христианина, еврей Грег соглашается произнести за обеденным столом молитву, благословляющую еду. Не имея никакого опыта в этом деле, он начинает импровизировать и произносит отрывок из мюзикла Godspell. Эта сцена демонстрирует большой социально-культурный разрыв между Грегом и семьёй Бёрнсов

Энн Боуэр в своей книге Reel Food: Essays on Food and Film описывает процесс приёма пищи в еврейской семье как часть более масштабного явления, берущего, по её мнению, начало в 1960-х годах, когда американские кинематографисты стали создавать картины, исследующие «еврейское самоопределение». По её мнению, обеденный стол становится полем, на котором еврейские герои часто и наиболее остро вступают в «конфликт со своим этническим и сексуальным „Я“». В качестве примера она приводит сцену, в которой Грег садится ужинать с семьёй Бёрнсов, и его просят благословить еду. В этой сцене Грег, импровизируя, старается произнести молитву, и в результате начинает исполнять песню «Day by Day» из первого акта мюзикла Godspell. Боуэр считает эту сцену «особенно важной для обозначения культурной дистанции» между евреем Грегом и христианином Бёрнсом. Она отмечает, что социальный разрыв ещё больше увеличивается на следующее утро, когда Грег последним приходит на завтрак; он появляется в пижаме, в то время как все остальные полностью одеты. При этом Грег съедает бейгл, что, по мнению Боуэр, является явным признаком еврейства.
В связи с распространёнными заблуждениями и стереотипами о мужчинах, работающих младшим медицинским персоналом, профессия Грега неоднократно упоминается Джеком в негативном контексте, при этом персонаж Бена Стиллера стал одним из самых известных кинообразов медбрата. Несмотря на то, что в прошлом мужчины преобладали в этой специальности, в течение последнего столетия произошла феминизация профессии медсестры, в результате чего мужчины, работающие в сестринском деле, часто выставляются в прессе как неудачники. Согласно распространённому клише, человек, который соглашается на карьеру медбрата, либо не сумел стать врачом из-за недостатка интеллекта или отсутствия мужских качеств, либо всё ещё пытается им стать. Джек часто открыто критикует выбор профессии Грега, считая, что сестринское дело — это женская профессия. Авторы книги Men in Nursing: History, Challenges, and Opportunities Чад О’Линн и Рассел Транбаргер рассматривают это как пример негативного изображения мужчины-медбрата. Барбара Черри в своей книге Contemporary Nursing: Issues, Trends, & Management назвала образ Факера «одним из самых позитивных кинообразов медбрата» и отметила, что Грег «с юмором относится к худшим стереотипам, с которыми сталкиваются мужчины в этой специальности, и преодолевает их». Сэнди и Гарри Саммерс в книге Saving Lives: Why the Media’s Portrayal of Nurses Puts Us All at Risk утверждают, что персонаж Грега, хотя и умный и решительный в защите своей профессии, «мог бы сделать больше усилий для разрушения стереотипов» и отмечают, что «некоторые мужчины в сестринском деле» выразили мнение, что лучше было бы вообще не выставлять их на показ.

## Производство

### Предпосылки
«Знакомство с родителями» является ремейком одноимённого независимого фильма 1992 года режиссёра Грега Глиенны и сценариста Мэри Рут Кларк. В картине одну из ролей исполнил комик Эмо Филипс, который также участвовал в создании фильма. Кинопродюсер Эллиот Гроув, основатель кинофестиваля «Рэйндэнс» и Премии британского независимого кино, внёс оригинальную ленту в свой персональный список десяти любимых фильмов, назвав его «гораздо более смешным и цельным в сравнении с голливудской версией».
В 1992 году права на фильм приобрела продюсер Нэнси Тененбаум. После того как она послала копию оригинальной картины нескольким заинтересованным лицам, режиссёр Стивен Содерберг сообщил, что он хотел бы заняться постановкой этой картины. Он предложил её на рассмотрение студии Universal, которая сначала отказалась, но затем приобрела права на экранизацию в 1995 году. Содерберг взялся за работу над проектом, однако позже отказался от него, поскольку начал работу над фильмом «Вне поля зрения».

### Сценарий
«...Я думаю, что фильм просто фантастический, я не могу представить себе сценариста, который был бы более доволен фильмом, если только он сам не режиссирует его. Что в данном случае было бы настоящей катастрофой, поскольку Джей — блестящий режиссёр...».
Кинокомпания Universal обратилась к сценаристу Джиму Херцфелду с просьбой доработать сценарий. Херцфелд расширил небольшой сценарий, завершив его первый вариант уже в 1996 году. Вначале он представил его Роучу, который к этому моменту был режиссёром первых двух фильмов об Остине Пауэрсе. Роуч признался, что сценарий понравился ему с самого начала и он очень захотел снять фильм, хотя и считал, что «над ним нужно ещё поработать». Universal сначала отказалась от того, чтобы неопытный режиссёр Роуч взялся за проект. Студия скептически отнеслась к его возможности поставить «менее карикатурный сценарий» по сравнению с такой комедией, как «Остин Пауэрс». Нежелание Universal отдать проект Роучу было также вызвано интересом со стороны Стивена Спилберга, который намеревался стать режиссёром и продюсером данного фильма с Джимом Керри в роли Грега Факера. Однако Спилберг и Керри так и не смогли продвинуть проект дальше стадии планирования. Сценарий был снова возвращён Роучу, который к этому времени занялся лентой «Тайна Аляски», однако он по-прежнему был заинтересован в создании фильма «Знакомство с родителями».
Черновой вариант сценария был написан Херцфелдом, а после утверждения Де Ниро и Стиллера на главные роли к работе был привлечён Джон Гамбург, «чтобы помочь подогнать сценарий под их манеру речи». Из-за изменений в режиссёрском и актёрском составах после написания ранних вариантов сценария Гамбургу пришлось корректировать и переписывать сюжетные линии уже после начала съёмок.

### Подбор актёров

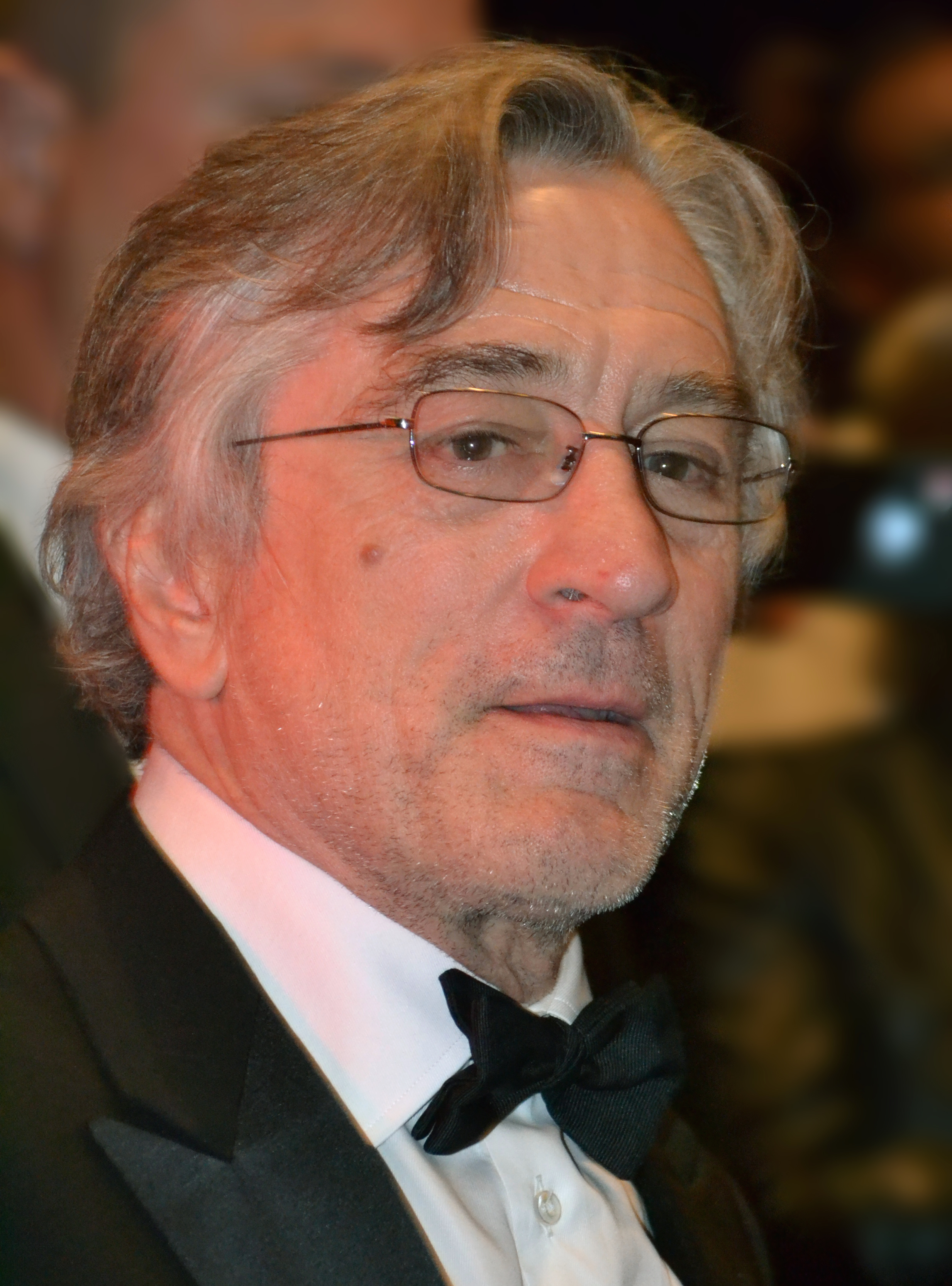
Роберт Де Ниро был приглашён на роль Джека по рекомендации Universal Studios в связи с высокой оценкой критиками его комедийных работ

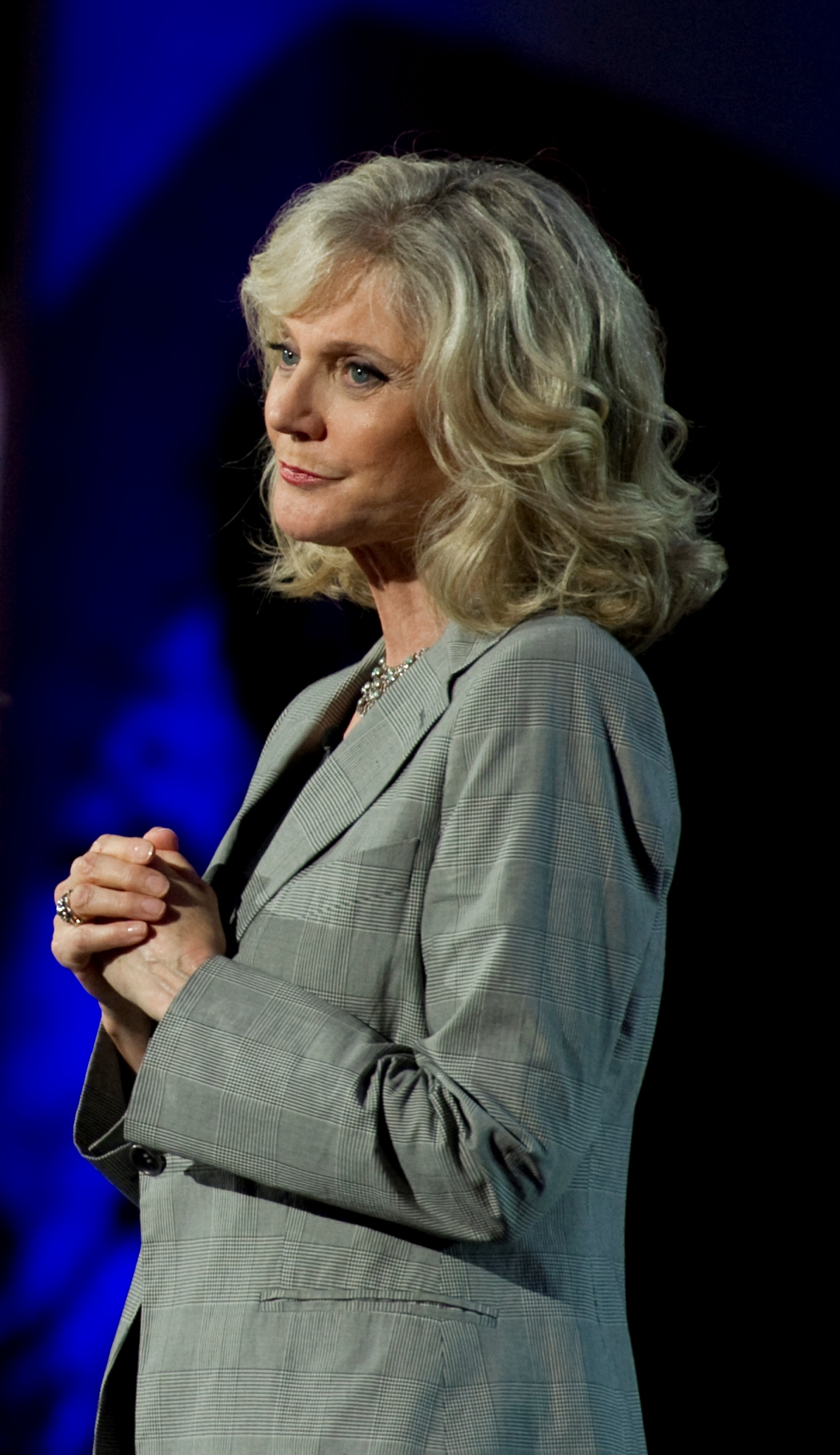
Блайт Даннер, исполнительница роли жены Джека

По рекомендации Universal Studios Роуч пригласил Де Ниро на роль Джека Бёрнса, поскольку критики высоко оценили его последние комедийные работы в таких фильмах, как «Анализируй это» и «Приключения Рокки и Буллвинкля». Его герой — отец Пэм, отставной оперативник ЦРУ, который чрезмерно опекает свою семью и с большим недоверием относится к любовным отношениям своей дочери. Сценарий писался без учёта того, что Де Ниро будет играть роль Джека; первый черновой вариант проекта был завершён в 1996 году, за три года до появления Де Ниро в «Анализируй это». Однако вскоре после того, как Де Ниро закончил съёмки в фильме «Приключения Рокки и Буллвинкля», компания Universal предложила Роучу пригласить его на роль, на что Роуч согласился, заявив, что у него «нет никаких возражений». В интервью Entertainment Weekly Де Ниро заявил, что после «Анализируй это» он находился в активном поиске комедийных ролей. Признавшись, что сначала у него были сомнения по поводу участия в фильме, он добавил, что его «подтолкнули к съёмкам» настойчивые просьбы Джейн Розенталь — партнёра Де Ниро по Tribeca Productions, которая выступила в качестве одного из продюсеров картины. Сценарист Джим Херцфелд и режиссёр Джей Роуч подтвердили, что после готовности работы над проектом и переработки сценария именно Де Ниро предложил идею знаменитой сцены проверки на детекторе лжи. На вопрос о работе с ним, учитывая серьёзный характер его предыдущих ролей, Бен Стиллер сказал, что «было немного страшно работать с Де Ниро», но у него «отличное чувство юмора, и, по-моему, это самый большой его сюрприз».

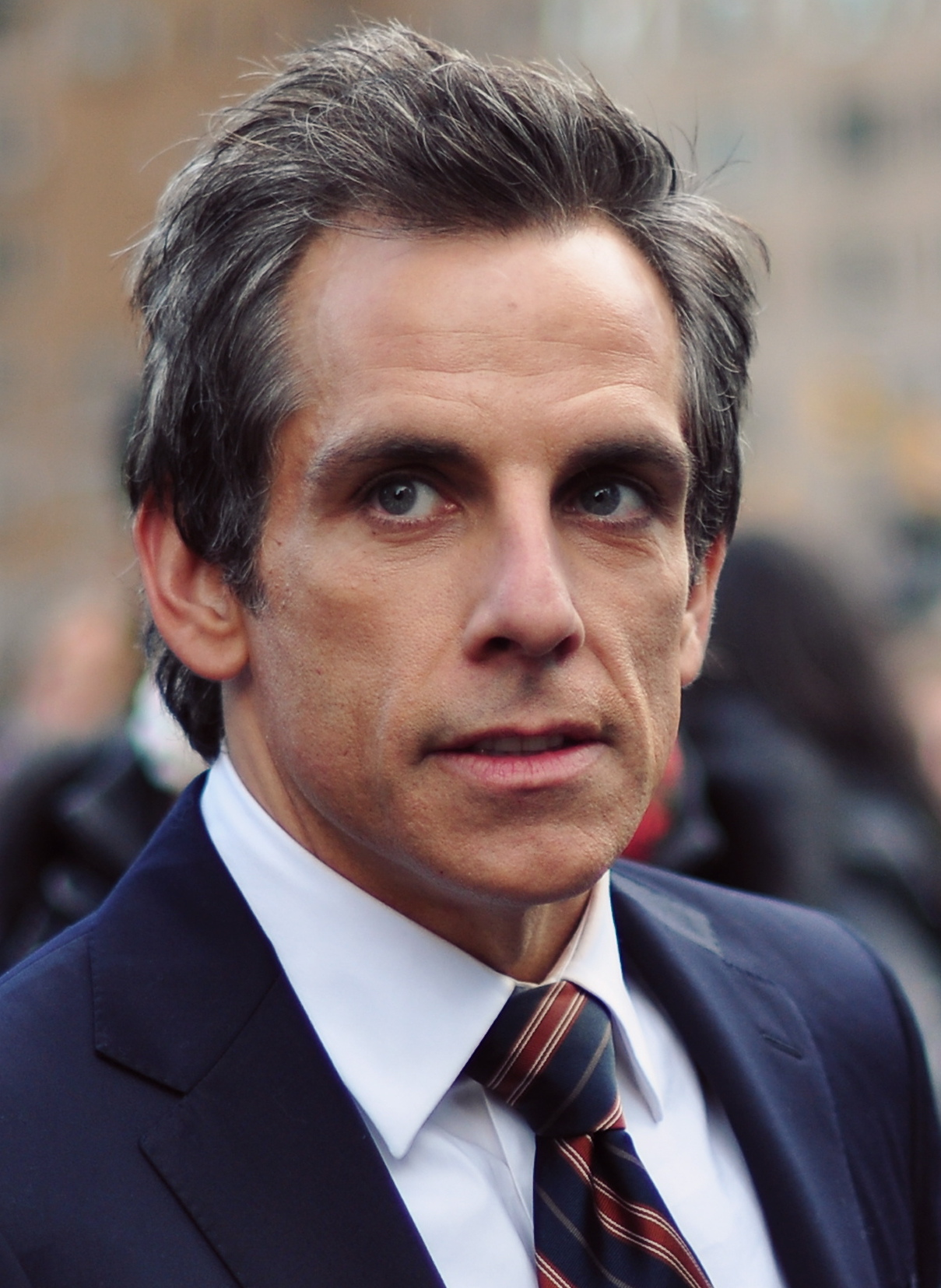
Бен Стиллер был выбран на роль отчасти потому, что режиссёр был впечатлён его умением импровизировать

Роуч рассказал, как Бен Стиллер был выбран на роль Грега: «Я воспринимал „Знакомство с родителями“ как тревожный сон, и, на мой взгляд, никто не смог бы сыграть эту роль лучше, чем Бен». Кроме того, Роуч был впечатлён творческими способностями Стиллера, заявив, что «у него много отличных идей, и он очень хорош в импровизации». Герой Стиллера — медбрат, который любит свою девушку и отчаянно пытается произвести впечатление на её родителей любыми средствами, включая безобидную маленькую ложь, которая затем превращается в ещё большую ложь. Сценарий фильма изначально был написан под Джима Керри и содержал гораздо больше физической комедии, что, по мнению Стиллера, не принесло бы ему успеха. В итоге из картины были удалены некоторые сцены, но дополнительно был добавлен как минимум один несценарный эпизод, который был полностью сымпровизирован Стиллером. Роуч взял Стиллера на роль только после того, как стало ясно, что Керри не будет играть в фильме.
На роль Пэм Бёрнс, девушки Грега, которая выступает в качестве связующего звена между Грегом и семьёй Бёрнс, первоначально претендовала британская актриса Наоми Уоттс. Однако в итоге она уступила роль Тери Поло, потому что создатели фильма «не сочли [Уоттс] достаточно сексуальной».
Других персонажей в фильме сыграли Блайт Даннер (в роли Дины Бёрнс, жены Джека и матери Пэм), Оуэн Уилсон (в роли Кевина Роули, бывшего жениха Пэм), Николь ДеХафф (в роли Дебби Бёрнс, сестры Пэм), Джон Абрахамс (в роли Денни Бёрнса, младшего ребёнка Джека и Дины Бёрнс), Том Маккарти (в роли Боба Бэнкса, жениха Дебби) и Джеймс Ребхорн (в роли Ларри Бэнкса, отца Боба Бэнкса и близкого друга Джека). Филлис Джордж, в прошлом победительница конкурсов «Мисс Техас» и «Мисс Америка», участвовавшая во многих телевизионных программах в качестве гостьи и ведущей, дебютировала в роли Линды Бэнкс, жены Ларри и матери Боба.
Роль кота Облома сыграли два пятилетних гималайских кота по кличкам Бейли и Миша. Американская ассоциация защиты животных курировала съёмки всех сцен, где использовались коты, и следила за их дисциплиной и здоровьем, постоянно обеспечивая присутствие на съёмочной площадке двух дрессировщиков и ветеринара.

### Рейтинг
Грег Глиенна не придумывал фамилию Факер (англ. Focker); у персонажа Грега в оригинальном фильме не было фамилии. Она была включена в сценарий после того, как Джим Керри предложил её во время творческой встречи, состоявшейся перед его уходом из проекта. После того как лента была отправлена для получения рейтинга, Американская ассоциация кинокомпаний (MPAA) посчитала фамилию Факер оскорбительной, и в связи с тем, что она упоминается на протяжении всего фильма, ему грозило присвоение рейтинга R в соответствии с системой рейтингов MPAA. Создателям картины был задан вопрос, выдумали ли они её или же они могут предоставить доказательства того, что такая фамилия реально существует. Студия представила в MPAA список реальных людей с фамилией Факер, что позволило фильму получить рейтинг PG-13.

## Саундтрек
Саундтрек к фильму был выпущен звукозаписывающей студией DreamWorks Records 26 сентября 2000 года и содержит 14 оригинальных композиций Рэнди Ньюмана, дополнительные композиции Бобби Уомака, Ли Дорси и Доктора Джона и специальный бонус-трек.
| №   | Название                   | Исполнитель   | Длительность |
| --- | -------------------------- | ------------- | ------------ |
| 1.  | «A Fool In Love»           | Рэнди Ньюман  | 2:16         |
| 2.  | «Poor Me»                  | Рэнди Ньюман  | 1:32         |
| 3.  | «I've Got My Mojo Working» | Рэнди Ньюман  | 1:56         |
| 4.  | «Give Me A Sign»           | Рэнди Ньюман  | 3:19         |
| 5.  | «Meet The Parents»         | Рэнди Ньюман  | 2:38         |
| 6.  | «Could You Milk Me?»       | Рэнди Ньюман  | 2:39         |
| 7.  | «Greg Loses Jinx»          | Рэнди Ньюман  | 1:48         |
| 8.  | «Burning Down The House»   | Рэнди Ньюман  | 1:56         |
| 9.  | «Wrong Cat»                | Рэнди Ньюман  | 1:05         |
| 10. | «The Car Race»             | Рэнди Ньюман  | 2:46         |
| 11. | «Broken Hearted»           | Рэнди Ньюман  | 1:14         |
| 12. | «Pam's Problem»            | Рэнди Ньюман  | 1:49         |
| 13. | «Jack To The Rescue»       | Рэнди Ньюман  | 1:05         |
| 14. | «Together Again»           | Рэнди Ньюман  | 1:18         |
| 15. | «I'm Your Puppet»          | Бобби Уомак   | 3:30         |
| 16. | «Ya Ya»                    | Ли Дорси      | 2:25         |
| 17. | «Big Chief»                | Доктор Джон   | 2:25         |
| 18. | «A Fool In Love»           | Сюзанна Хоффс | 2:27         |

Песня Ньюмана «A Fool In Love» была номинирована на кинопремию «Оскар» в категории «Лучшая песня к фильму», но в итоге уступила композиции Боба Дилана «Things Have Changed» из фильма «Вундеркинды». За эту же песню Ньюман получил 16-ю ежегодную музыкальную премию ASCAP Film & Television Music Award в категории «Лучшие кассовые фильмы» и был номинирован на премию «Спутник» в категории «Лучшая песня». Дэн Голдвассер в своей рецензии для сайта Soundtrack.Net отдал должное Ньюману за «отличную работу по поддержанию высокого уровня юмора».

## Релиз

### Кинопрокат
Фильм вышел в прокат в США и Канаде 6 октября 2000 года. Рекламный бюджет картины составил 33,9 млн долларов. «Знакомство с родителями» быстро стал финансово успешным, собрав 28,6 млн долларов в первые выходные. Он стал самым кассовым фильмом за выходные 6—8 октября 2000 года, обойдя «Вспоминая Титанов» более чем на 9 млн долларов и собрав более чем в четыре раза больше выручки, чем «Убрать Картера», который стал вторым самым кассовым фильмом, вышедшим в те же выходные. Его сборы в премьерный уик-энд были самыми высокими из всех картин, выпущенных в октябре, а также рекордными для фильма с Робертом Де Ниро в главной роли. За вторую неделю проката его сборы снизились на 26 % до отметки 21,1 млн долларов, тем не менее это позволило фильму остаться на первом месте, обойдя картину «Вспоминая Титанов» более чем на 8 млн долларов. К концу второй недели проката лента собрала более 58 млн долларов, что превысило её бюджет. В течение первых четырёх недель после выхода в прокат фильм стал самым кассовым в США. В выходные 3—5 ноября 2000 года лента была смещена с первого места недавно вышедшим фильмом «Ангелы Чарли», однако сумела опередить картину «Легенда Багера Ванса», ещё один новый релиз, дебютировавший на 3-м месте. Фильм оставался в десятке самых кассовых фильмов 10 недель. В Великобритании премьера картины состоялась 15 декабря 2000 года, дистрибьютором выступила компания United International Pictures. За время проката фильм заработал более 21 млн долларов. В Австралии, где дистрибьютором также выступала компания UIP, фильм вышел 26 декабря 2000 года и заработал более 11 млн долларов.
К окончанию проката 29 марта 2001 года — через двадцать пять недель после премьеры в Северной Америке — фильм собрал 166,2 млн долларов в США и 330,4 млн долларов по всему миру, став седьмым самым кассовым фильмом года как в США, так и в мире.

### Домашние носители
Фильм был выпущен на VHS и DVD 6 марта 2001 года. Успешные продажи на дисках принесли ему более 200 млн долларов за 2001 год. Журнал Billboard назвал «Знакомство с родителями» самым продаваемым фильмом за период с 31 марта по 21 апреля включительно, самым продаваемым фильмом на DVD за период с 24 марта по 31 марта, и самым популярным фильмом в видеопрокате за период с 7 апреля по 14 апреля.
Коллекционное издание ленты содержит два аудиокомментария, один из которых представляет собой легкомысленную и юмористическую дискуссию между Роучем, Стиллером, Де Ниро и продюсером Джейн Розенталь, а другой содержит комментарии режиссёра и монтажёра Джона Полла, посвящённые аспектам создания фильма. Роуч затрагивает такие темы, как взаимодействие с актёрским составом, использование лучших ракурсов камеры для достижения комедийного эффекта, обсуждает импровизированные сцены и эпизоды, снятые по сценарию, и рассказывает о нюансах съёмок на натуре. Полл рассказывает о том, как из отснятого материала смонтировать лучшую комедийную картину и обсуждает некоторые удалённые сцены, которые были исключены из DVD-релиза. Дополнительно на диске есть двенадцатиминутная подборка неудачных дублей, три минуты удалённых сцен и видеоролик Spotlight on Location от Universal, который включает интервью с актёрами и содержит материалы, снятые за кадром. Кроме того, диск содержит две компьютерные игры — Take The Lie Detector Test и The Forecaster Game, а также обои для компьютера и скринсейверы. Версия DVD для второго региона была выпущена 22 октября 2001 года. Бонусное издание для первого региона было выпущено 14 декабря 2004 года и содержало три дополнительных видеоролика: Silly Cat Tricks, The Truth About Lying и Jay Roach: A Director’s Profile.

## Отзывы критиков
«Сделать смешную, но не злобную, умную, но не самодовольную, масштабную, но не затянутую ансамблевую комедию о современных людях в реалистичной обстановке очень сложно. За это „Знакомство с родителями“ заслуживает похвалы — это задорный, раскованный, семейный ситком, который вызывает беззлобный смех, не прибегая к помощи водоносов, детективов по розыску домашних животных или Клампов».
Фильм получил в целом положительные отзывы кинокритиков, которые отметили его тонкий юмор и назвали его «самым смешным» или «одним из самых смешных» фильмов года. На сайте-агрегаторе рецензий Rotten Tomatoes 84 % из 148 отзывов критиков являются положительными, со средней оценкой 7/10. Консенсус сайта гласит: «Несмотря на исполнение, порой напоминающее ситком, „Знакомство с родителями“ — это уморительный взгляд на семейные отношения, который работает в большей степени потому, что химия между его двумя главными героями настолько эффективна». Metacritic поставил фильму 73 балла из 100 на основании 33 отзывов критиков, что свидетельствует о «в целом положительных отзывах». Зрители, опрошенные порталом Cinemascore, поставили фильму среднюю оценку «A-» по шкале от A+ до F.
Кеннет Туран, кинокритик Los Angeles Times, назвал фильм «самым смешным фильмом года на сегодняшний день, и возможно, самой забавной мейнстримной комедией со времён „Все без ума от Мэри“». Кинокритик Джо Моргенштерн из The Wall Street Journal заявил, что картина «делает почти всё правильно в своей истории о том, как всё идёт не так» и что она «вызывает большой комический бред на тему закона Мерфи», заключив, что «„Знакомство с родителями“ — самый смешной фильм года». Пол Клинтон из CNN назвал ленту «одной из лучших комедий текущего или любого другого года», назвав её «удивительно смешной», при этом выразив надежду, что «Академия также отметит этот замечательный фильм, что нечасто случается, если речь заходит о комедиях». Ричард Шикель, кинокритик журнала Time, заявил, что фильм «божественно придуман и прекрасно срежиссирован». Он похвалил, актёрский состав и сценарий, назвав сценаристов Джима Херцфелда и Джона Гамбурга «парой искусных мастеров по созданию штампов». В заключение своей рецензии Шикель назвал «Знакомство с родителями» «превосходным забавным фильмом». Тодд Маккарти из журнала Variety назвал ленту «абсолютно уморительной», а Нил Смит из BBC заявил, что «в этой суперсмешной картине нет ни одной слабой сцены», поставив ей оценку в пять звёзд из пяти. Кинокритик Роджер Эберт дал ленте три звезды из четырёх, сравнив её с предыдущими работами Роуча над серией «Остин Пауэрс» и высказав мнение, что «фильм вышел смешнее, поскольку он никогда не пытается слишком стараться». Критик Кристофер Налл из Filmcritic.com заявил, что «„Знакомство с родителями“ — одна из самых смешных комедий, которые он видел со времён „Энни Холл“». Лиза Шварцбаум из Entertainment Weekly назвала сценарий «непринуждённым» и заключила, что он «оставляет послевкусие от хихиканья, словно выпитый фужер шампанского».
Кинокритик Джеймс Берардинелли, несмотря на то, что дал ленте две с половиной звезды из четырёх, оставил о ней резкую рецензию. На своём сайте он написал, что «фильм „Знакомство с родителями“ снят как телевизионный ситком», а Роуч «собрал вместе ряд удачных и неудачных низкопробных гэгов, практически не заботясь о том, будет ли хоть один из связующих элементов цельным, интересным или забавным» и пришёл к выводу, что «даже со Стиллером и Де Ниро „Знакомство с родителями“ — это знакомство, которое можно отложить до выхода фильма на DVD». Джефф Вайс из газеты Deseret News назвал фильм «всего лишь нестабильно забавным» и обвинил Роуча в том, что тот выбрал «дешёвый путь с использованием серий несмешных шуток». После выхода картины на домашних носителях сотрудник издания Rolling Stone Дуглас Пратт в своей книге Doug Pratt’s DVD: Movies, Television, Music, Art, Adult, and More! заявил, что «возможно, в переполненном кинотеатре фильм и вызовет истерику, но при просмотре дома он выглядит просто садистским, и по мере того, как юмор рассеивается, дыры в сюжете становятся всё более очевидными».

### Награды и номинации
| Награды и номинации                    | Награды и номинации                         | Награды и номинации                                          | Награды и номинации | Награды и номинации |
| Награда                                | Категория                                   | Номинант                                                     | Результат           |                     |
| -------------------------------------- | ------------------------------------------- | ------------------------------------------------------------ | ------------------- | ------------------- |
| Премия «Оскар»                         | Лучшая песня к фильму                       | «A Fool in Love»; музыка и текст Рэнди Ньюмана               | Номинация           |                     |
| American Comedy Awards                 | Самый смешной кинофильм                     | «Знакомство с родителями»                                    | Номинация           |                     |
| American Comedy Awards                 | Самый смешной актёр                         | Роберт Де Ниро                                               | Номинация           |                     |
| American Comedy Awards                 | Самый смешной актёр                         | Бен Стиллер                                                  | Победа              |                     |
| ASCAP Film and Television Music Awards | Лучшие кассовые фильмы                      | Рэнди Ньюман                                                 | Победа              |                     |
| Blockbuster Entertainment Awards       | Любимый актёр — комедия/романтический фильм | Роберт Де Ниро                                               | Номинация           |                     |
| Blockbuster Entertainment Awards       | Любимый актёр — комедия/романтический фильм | Бен Стиллер                                                  | Номинация           |                     |
| Blockbuster Entertainment Awards       | Любимый актёр второго плана — комедия       | Оуэн Уилсон                                                  | Номинация           |                     |
| Blockbuster Entertainment Awards       | Любимая актриса второго плана — комедия     | Блайт Даннер                                                 | Номинация           |                     |
| Blockbuster Entertainment Awards       | Любимая актриса — новичок                   | Тери Поло                                                    | Номинация           |                     |
| Bogey Awards                           | Премия Bogey                                | «Знакомство с родителями»                                    | Победа              |                     |
| Премия «Золотой глобус»                | Лучшая мужская роль — комедия или мюзикл    | Роберт Де Ниро                                               | Номинация           |                     |
| Премия «Золотой экран»                 | Золотой экран                               | «Знакомство с родителями»                                    | Победа              |                     |
| Премия «Золотой трейлер»               | Лучшая комедия                              | «Знакомство с родителями»                                    | Номинация           |                     |
| Las Vegas Film Critics Society Awards  | Лучшая оригинальная песня                   | «Meet the Parents»; музыка и текст Рэнди Ньюмана             | Номинация           |                     |
| MTV Movie Awards                       | Лучшая комедийная роль                      | Бен Стиллер                                                  | Победа              |                     |
| MTV Movie Awards                       | Лучшая актёрская команда                    | Роберт Де Ниро и Бен Стиллер                                 | Номинация           |                     |
| MTV Movie Awards                       | Лучшая реплика                              | «Are You a Pothead, Focker?» (с англ. — «Ты торчок, Факер?») | Победа              |                     |
| People’s Choice Awards                 | Любимый комедийный фильм                    | «Знакомство с родителями»                                    | Победа              |                     |
| Премия «Спутник»                       | Лучшая песня                                | «A Fool in Love»; музыка и текст Рэнди Ньюмана               | Номинация           |                     |
| Teen Choice Awards                     | Лучший фильм — комедия                      | «Знакомство с родителями»                                    | Номинация           |                     |
| Teen Choice Awards                     | Лучший фильм — актёр                        | Бен Стиллер                                                  | Номинация           |                     |

## Влияние
Успех фильма послужил поводом для запуска в 2002 году реалити-шоу Meet My Folks на канале NBC, в котором молодой человек, добивающийся одобрения со стороны семьи своей девушки, подвергается допросу её заботливого отца с использованием детектора лжи. В сентябре 2002 года NBC выпустила в эфир ситуационную комедию In-Laws. Во время её разработки телеканал называл её «проектом „Знакомство с родителями“», что побудило Universal провести расследование, чтобы выяснить, не нарушает ли NBC авторские права киностудии. Universal не стала предпринимать никаких действий против телеканала, но при этом ни один из его проектов не продержался на экране более одного сезона.
В 2004 году вышло продолжение фильма «Знакомство с Факерами». Лента была снята Джеем Роучем по сценарию Джима Херцфелда и Джона Гамбурга и рассказывает о событиях, которые происходят, когда семья Бёрнсов знакомится с родителями Грега — Берни и Роуз Факер, в исполнении Дастина Хоффмана и Барбры Стрейзанд. Сиквел оказался финансово успешным, его сборы составили 280 млн долларов в США и 516 млн долларов в мире, что позволило ему превзойти первую часть и занять четвёртое место среди самых кассовых фильмов 2004 года.
В феврале 2007 года Universal объявила, что будет снимать продолжение франшизы под названием «Знакомство с Факерами 2». Режиссёром фильма должен был стать Роуч, автором сценария выступил Ларри Стаки, бывший ассистент Роуча. Однако позднее Роуча на посту режиссёра фильма заменил Пол Вайц. В сиквел вернулись Де Ниро, Стиллер, Поло, Даннер, Хоффман и Стрейзанд. Картина вышла на экраны в 2010 году и собрала 148,4 млн долларов в США и 310,7 млн долларов в мире.
18 июля 2005 года регулярный рейс авиакомпании American Airlines, следующий по маршруту Форт-Лодердейл — Лос-Анджелес — Сан-Хуан, вскоре после взлёта был вынужден вернуться в Форт-Лодердейл из-за угрозы взрыва. Пилот развернул самолёт спустя примерно 40 минут полёта после того, как стюардесса нашла скомканную салфетку с надписью «Bomb, bomb, bomb…meet the parents» (в переводе с англ. — «Бомба, бомба, бомба… познакомьтесь с родителями»), что является отсылкой к сцене из первой части фильма, в которой Грег несколько раз выкрикивает слово «бомба», будучи задержанным службой безопасности аэропорта. Самолёт был встречен группой сапёров местного офиса шерифа, а также сотрудниками ФБР, которые допросили 176 пассажиров о найденной записке.

### Комментарии
1. 1 2 3 4  В российской локализации герой Бена Стиллера носит фамилию Трахер